# سودان سیاه ب
سودان سیاه ب (به انگلیسی: Sudan Black B) با فرمول شیمیایی C۲۹H۲۴N۶ یک ترکیب شیمیایی با شناسه پاب‌کم ۶۱۳۳۶ است. که جرم مولی آن ۴۵۶٫۵۴ g/mol می‌باشد. 